# Drake's Island
Drake's Island är en ö i Storbritannien.   Den ligger utanför staden Plymouth i grevskapet Devon.